# Харитоновский сад
Харито́новский сад — английский парк в Екатеринбурге, примыкает к усадьбе Расторгуевых — Харитоновых. Заложен в 1826 году, назван по имени основателя П. Я. Харитонова. В парке есть искусственное озеро с двумя насыпными островками и круглой беседкой-ротондой.
В южной части парка сохранилось единственное сооружение из первоначальных садовых построек в парке — грот. Изначально грот представлял собой куполообразное сооружение, построенное из кирпича и засыпанное снаружи землей «в подражание пещеры», а на его вершине стояла деревянная беседка, выполненная в китайском вкусе. В гроте (погребе) хранились рейнские вина и делалось мороженое. В беседке же находился столик, а под столиком лифт, приводимый в движение воротом, и из грота прямиком в беседку выезжало мороженое. На сегодняшний день сохранилась только кирпичная подземная часть. Грот является одним из элементов объекта культурного наследия усадьбы Расторгуева-Харитонова.
Символом парка является ротонда, построенная на искусственном острове в центре пруда. Данная ротонда была возведена в 1935—1937 годах при реконструкции парка, проводимой под руководством архитектора Емельянова В. В. До неё на островах не было никаких искусственных сооружений. Изначально из центра ротонды били струи фонтана, но уже очень давно фонтан не работает.
Не сохранившимся объектом культурного наследия является старая ротонда в южной части парка на вершине горки. От ротонды лучами расходились три каменные лестницы, она была запечатлена на уникальных цветных фотографиях Прокудина-Горского в 1910 году. В советское время использовалась как помещение шахматного клуба, игротека и библиотека в саду при дворце пионеров, но в 1970—1980-х годах начала приходить в запустение и использовалась в качестве склада для хранения декораций. Окончательно после пожара была снесена в 1990 году.
В 2005 году по заказу города был разработан проект реконструкции парка, который в том числе включал восстановление ротонды, однако в связи с переходом парка из муниципальной в федеральную собственность проект был заморожен.
По некоторым данным, под парком проходят старые подземные ходы, один из которых обнаружили после обвала в 1924 году. По легендам, купец-старовер Лев Иванович Расторгуев, опасаясь гонений, проложил из дома ходы через парк, под Вознесенской площадью до городского пруда. По другим легендам, эти ходы — остатки тайных штолен, где Расторгуев добывал золото.

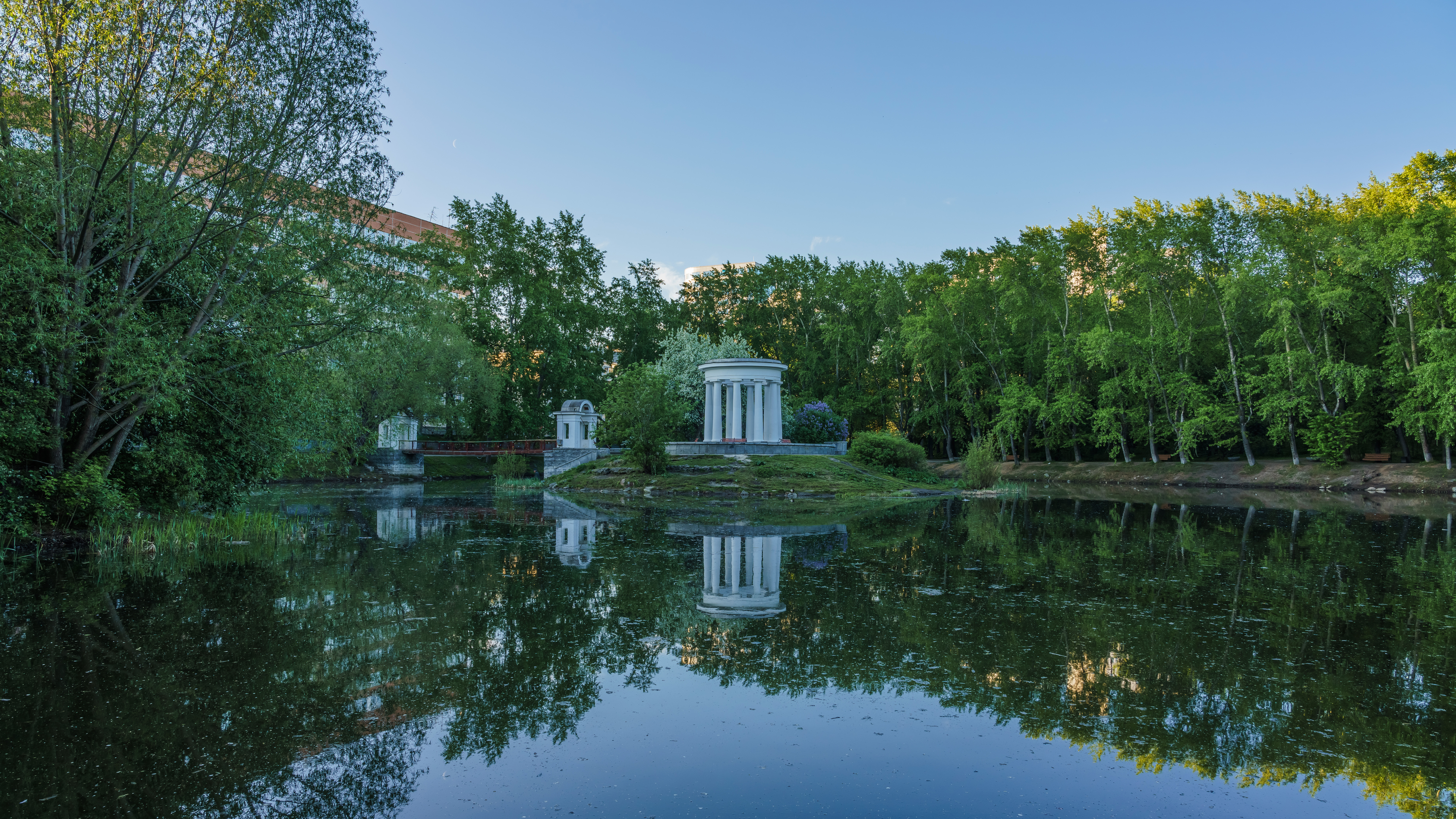
Пруд с мостиком и ротондой
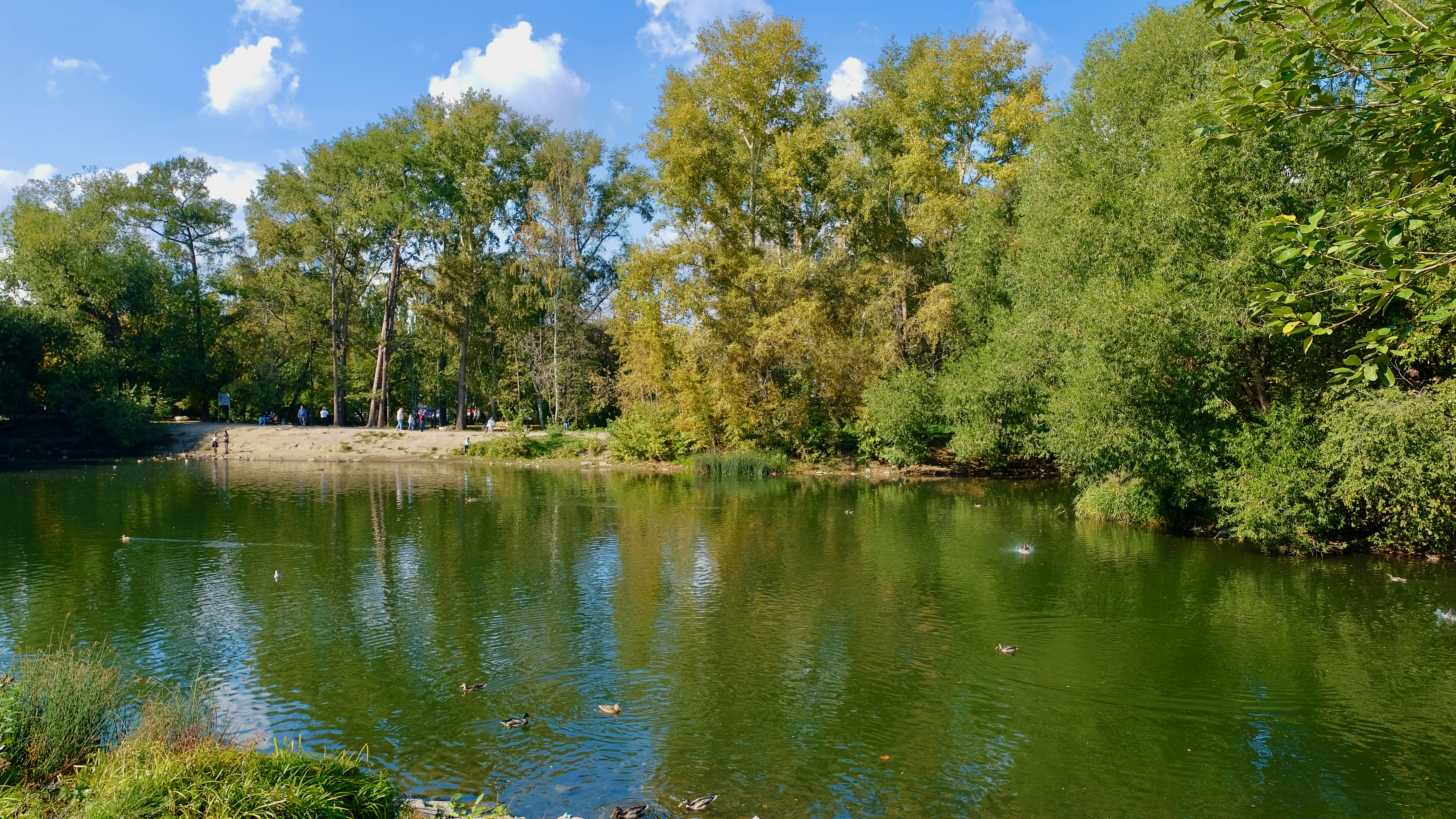
Вид на пруд
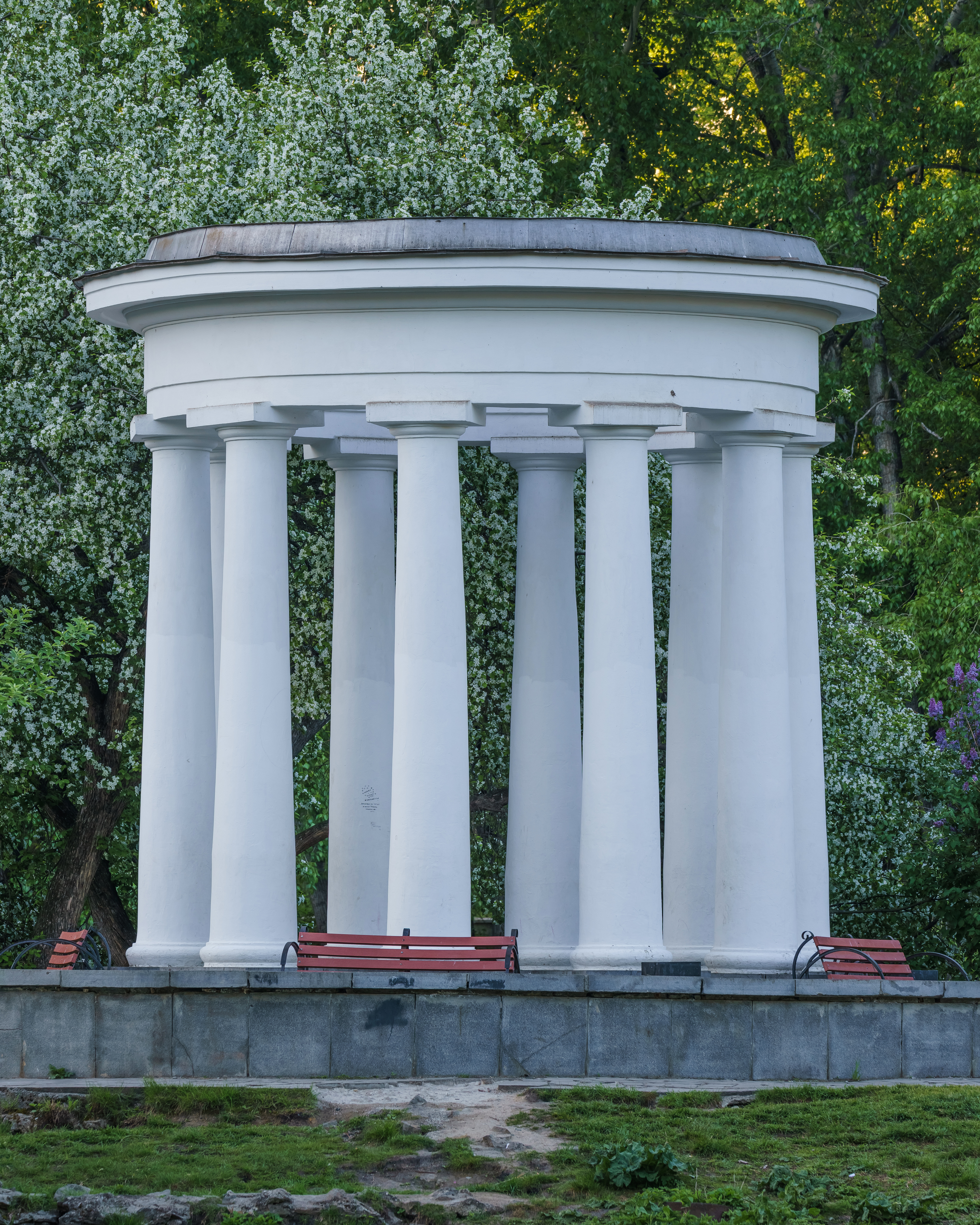
Ротонда
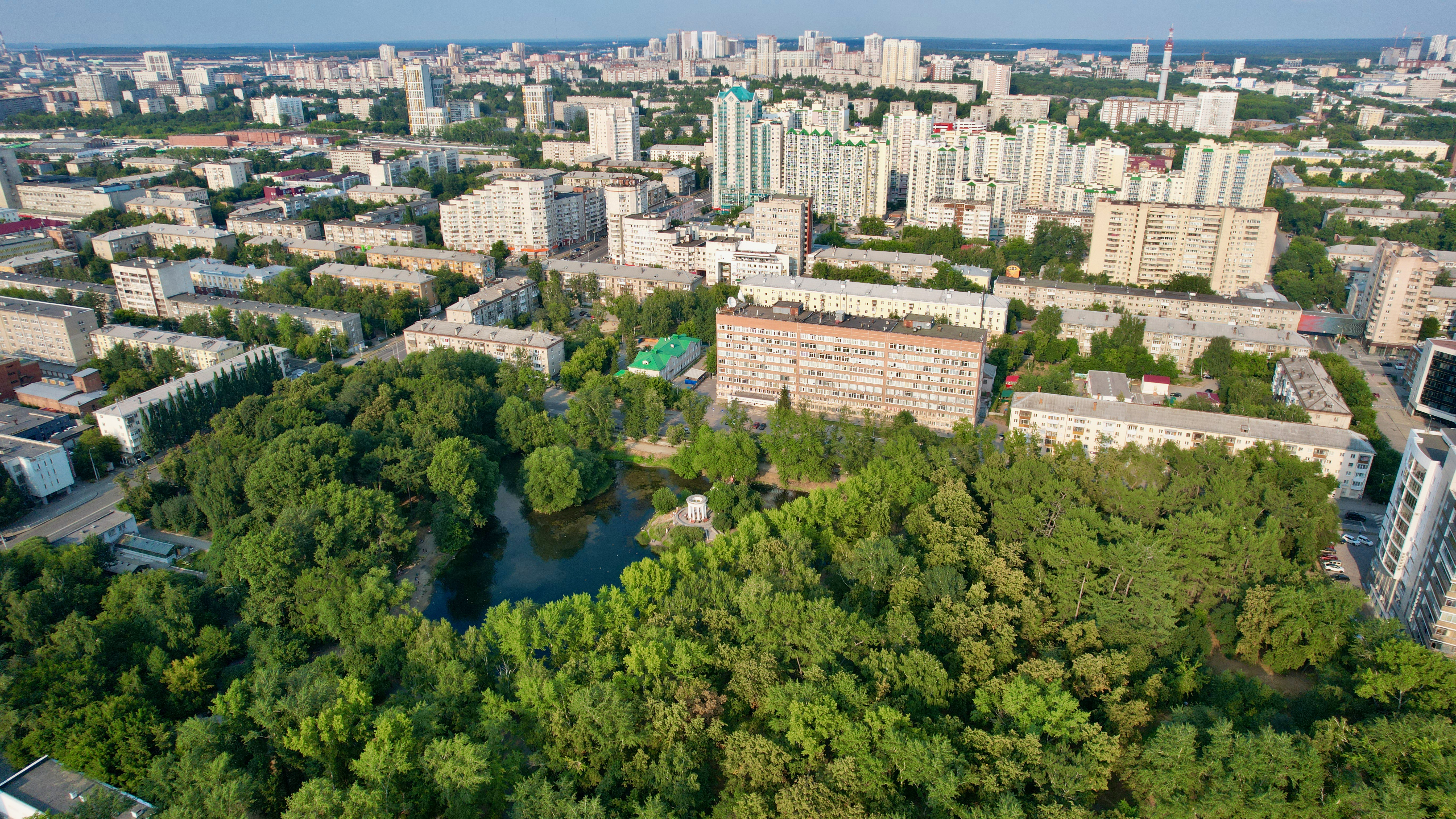
Вид с высоты
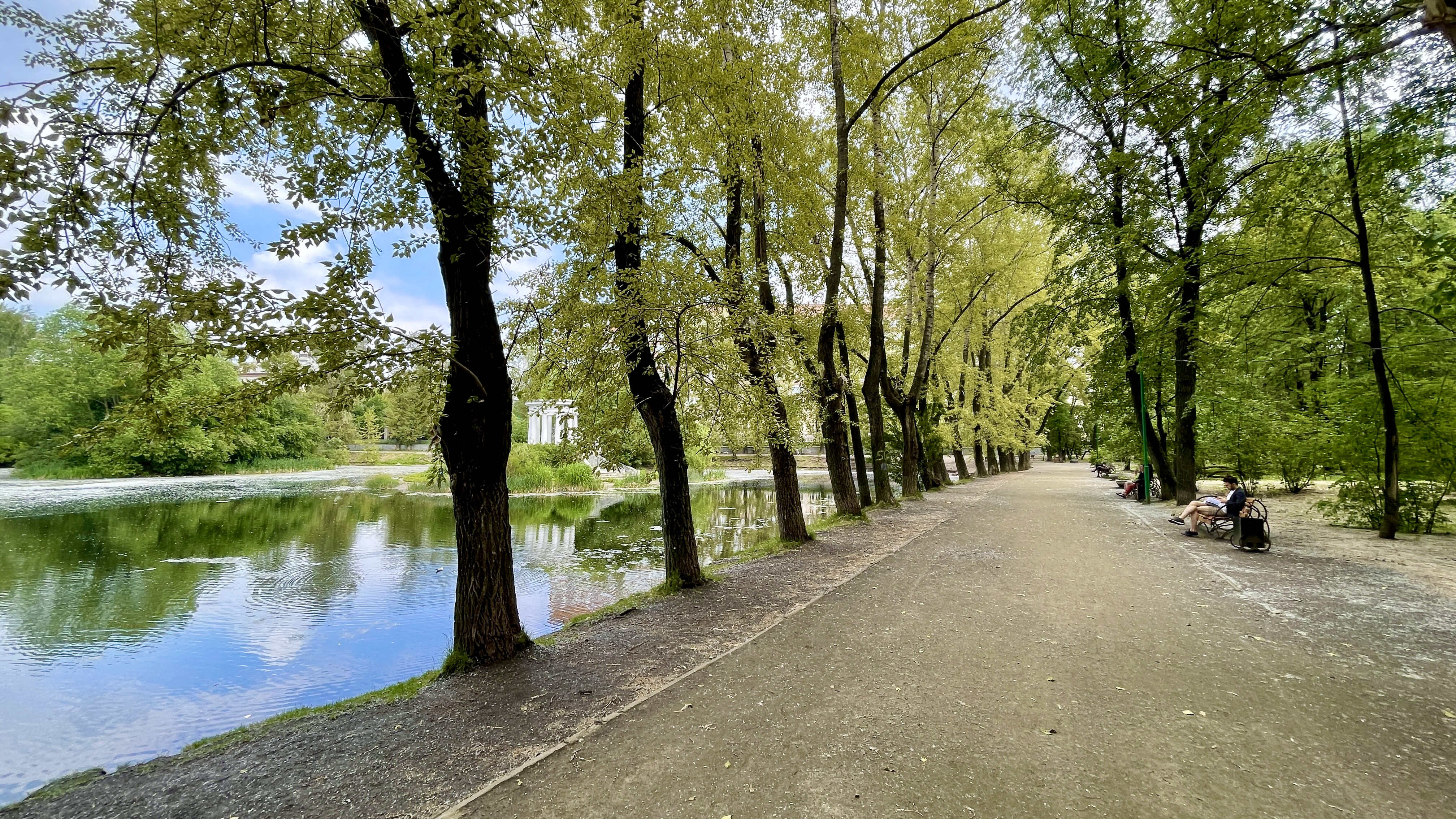
Аллея в парке
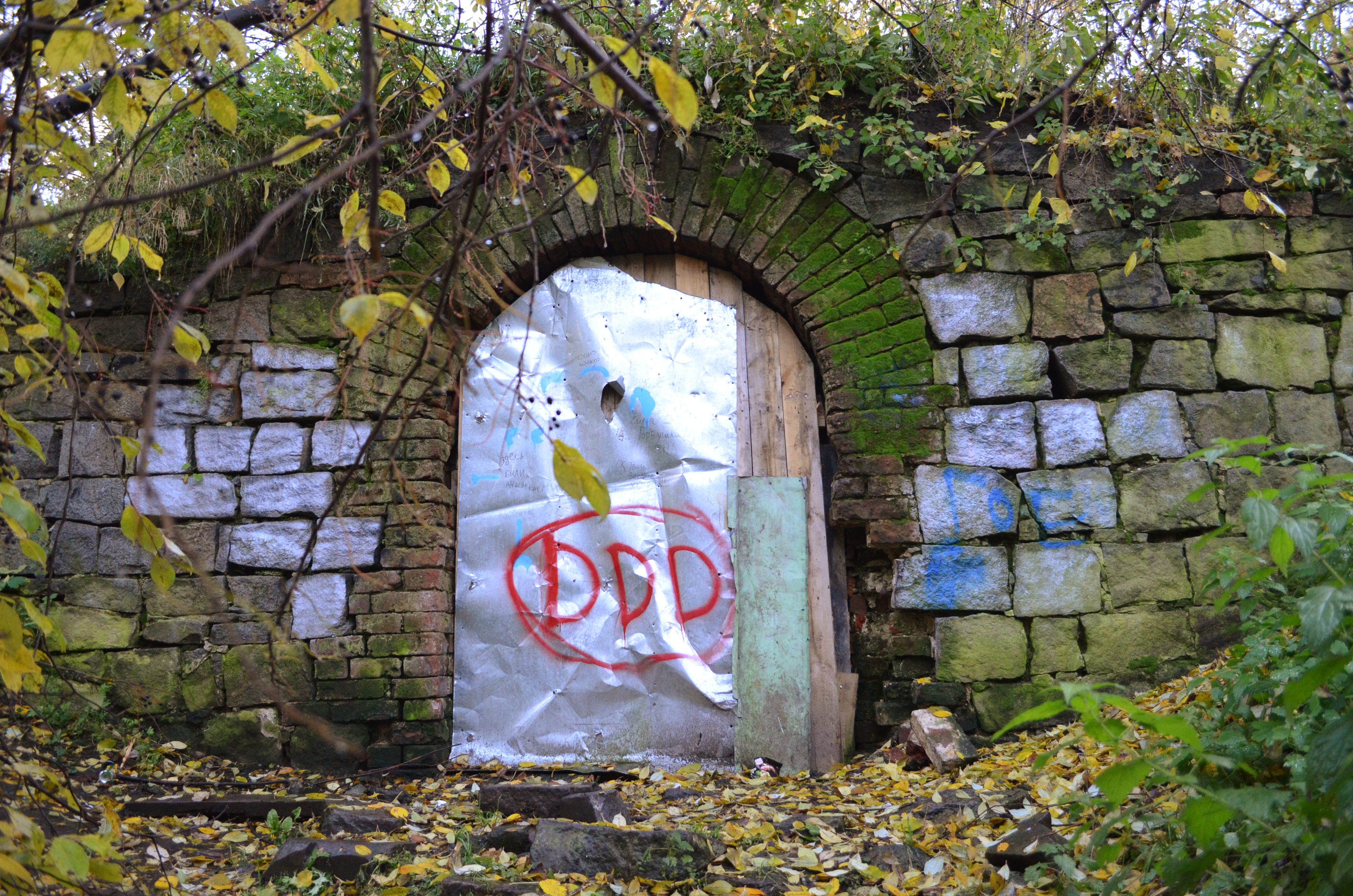
Грот
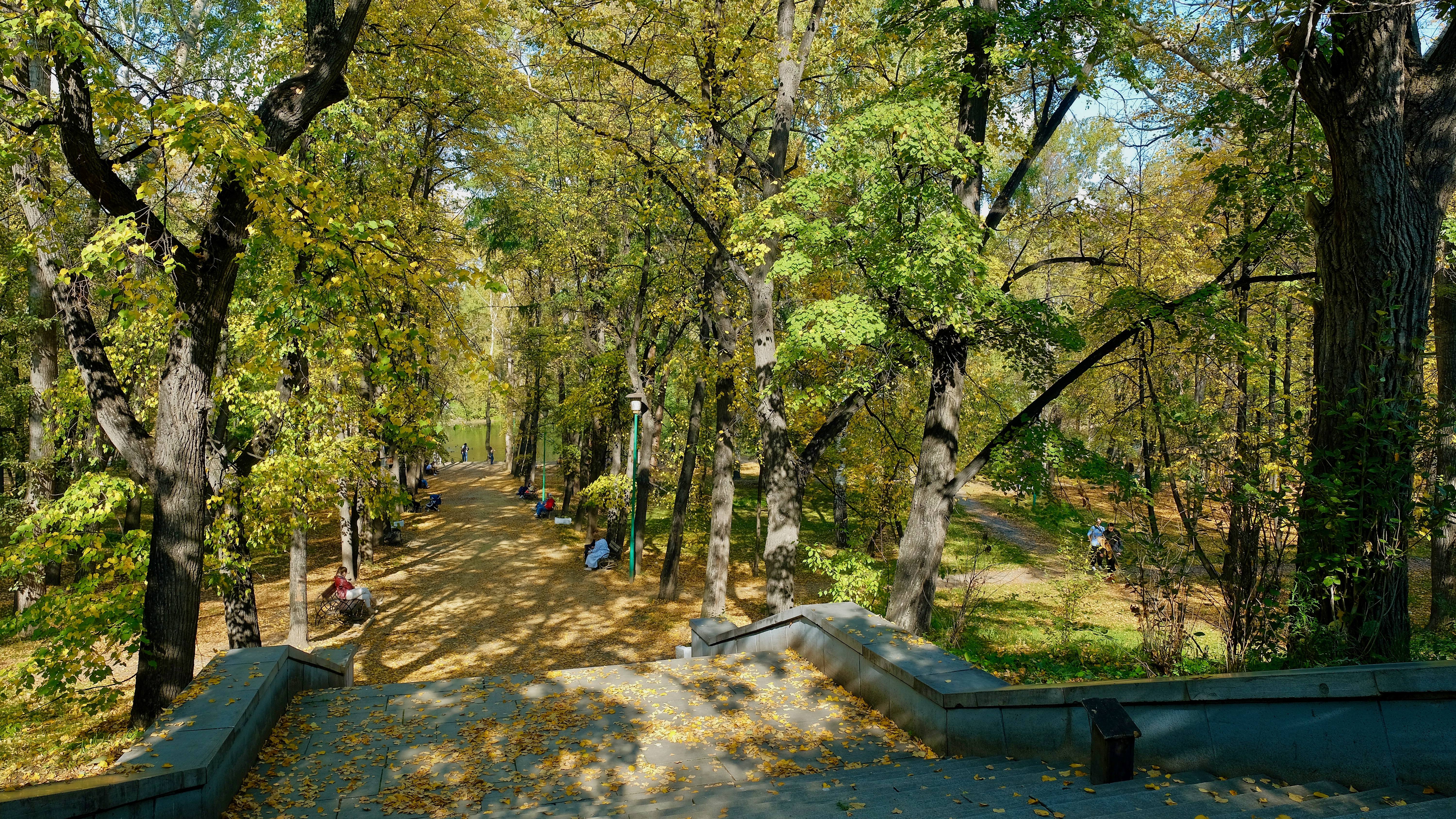
Парк осенью

### Волонтёрское и благотворительное движение
В 2011 году покрасили ротонду и поставили скамейки вдоль озера.
В 2012 году прошло несколько мероприятий добровольцев по приведению парка в порядок, добавили детскую площадку.
В 2013 году прошёл ряд добровольческих и благотворительных мероприятий.